# Patrik Lukáč
Patrik Lukáč (sinh 5 tháng 12 năm 1994) là một cầu thủ bóng đá Slovakia hiện tại thi đấu cho câu lạc bộ Fortuna Liga 1. FC Tatran Prešov ở vị trí thủ môn.

## Sự nghiệp câu lạc bộ

### FC Slovan Liberec
Anh ra mắt tại Gambrinus Liga cho FC Slovan Liberec trước FC Vysočina Jihlava ngày 23 tháng 5 năm 2015.